# Vladimir Sal'kov
Vladimir Maksimovič Sal'kov (in russo Владимир Максимович Сальков?; in ucraino Володимир Максимович Сальков?; angl. Vladimir Maksimovič Sal'kov; Stalino, 1º aprile 1937 – 9 luglio 2020) è stato un calciatore e allenatore di calcio sovietico, di ruolo difensore, con cittadinanza sia russa sia ucraina.
Dal 1971 al 1974 è il direttore dello Šachtër Donec'k.
Dal 2003 al 2007 è stato il DS del CSKA Mosca.

## Palmarès

### Giocatore
- Kubok SSSR: 2

Shakhtyor Donetsk: 1961, 1962

### Allenatore
- Coppa d'Ucraina: 1

Shakhtar Donetsk: 1994-1995